# SPSS
Thống kê SPSS là một gói phần mềm được sử dụng để phân tích thống kê theo lô và theo lô có tính logic. Được sản xuất từ lâu bởi SPSS Inc. và được tập đoàn IBM mua lại năm 2009. Được sản xuất từ lâu bởi SPSS Inc. và được tập đoàn IBM mua lại năm 2009. Phiên bản hiện hành (2015) được đặt tên chính thức là IBM SPSS Statistics. Các sản phẩm hợp tác trong cùng dòng được dùng cho phát triển và sáng tạo mang tính khảo sát (IBM SPSS Data Collection, hiện đã thoái vốn dưới quyền UNICOM Intelligence), khai phá dữ liệu (IBM SPSS Modeler), phân tích văn bản và hợp tác và triển khai (batch và các dịch vụ chấm điểm tự động). 
Tên của phần mềm là viết tắt từ Statistical Package for the Social Sciences (SPSS), phản ánh thị trường ban đầu, mặc dù phần mềm bây giờ đã phổ biến trong các lĩnh vực khác nữa, bao gồm các ngành khoa học y tế và tiếp thị.

## Tổng quan
SPSS là một chương trình được sử dụng rộng rãi để phân tích thống kê trong khoa học xã hội. Nó cũng được các nhà nghiên cứu thị trường, các nhà nghiên cứu y tế, các công ty khảo sát, chính phủ, các nhà nghiên cứu giáo dục, các tổ chức tiếp thị, khai thác dữ liệu, và nhiều ngành khác. Tài liệu SPSS ban đầu (Nie, Bent & Hull, 1970) đã được mô tả là một trong những cuốn sách có ảnh hưởng nhất của xã hội học để cho phép các nhà nghiên cứu bình thường thực hiện phân tích thống kê của chính họ. Ngoài các phân tích thống kê, quản lý dữ liệu (lựa chọn trường hợp, chỉnh sửa lại tập tin, tạo ra dữ liệu gốc) và tài liệu dữ liệu (từ điển metadata được lưu trữ trong datafile) là các tính năng của phần mềm cơ bản.
Thống kê bao gồm trong phần mềm cơ sở:
- Thống kê mô tả: Lập bảng chéo, Tần suất, Mô tả, Khám phá, Thống kê Tỷ lệ Mô tả
- Thống kê đơn biến: Phương tiện, t-test, ANOVA, tương quan (hai biến, một phần, khoảng cách), kiểm tra không giới
- Dự đoán cho kết quả số: Hồi quy tuyến tính
- Dự đoán để xác định các nhóm: Phân tích các yếu tố, phân tích cụm (hai bước, K-phương tiện, phân cấp), phân biệt.